# Tephrocactus abditus
Tephrocactus abditus és una espècie de planta fanerògama que pertany a la família de les cactàcies (Cactaceae).

## Descripció
Tephrocactus abditus és una planta que forma grups de caps geòfits molt baixos, atapeïts i de diversos caps, fins a 10 cm de diàmetre i entre 30 a 40 mm (de vegades pot arribar a fer fins a 50 mm) mm d'alçada; sense arrels, i es ramifica de manera basal o lateral. Les arrels són tuberoses, de 6 a 8 cm de gruix i fins a 10 cm de llarg. Els segments de la planta són ovoides, tuberculats amb arèoles a l'extrem superior dels tubercles, de color verd marronós a verd coure (verd clar a fosc en cultiu), de 10 a 20 mm de llarg i 10 a 12 mm de gruix. Les fulles en segments nous són minúscules, rudimentàries, verdes o marronoses. Les arèoles són allargades, estretes, amb llana blanca i sense gloquidis. Les espines són blanques a marronoses, només les radials (no s'observen espines centrals), amb un nombre d'espines d'entre 6 a 8, (a vegades pot arribar a tenir fins a 10 espines), i entre 2 a 3 mm de llarg (a vegades pot arribar fer fins a 10 mm de llarg), pectinades oprimides, sovint retorçades o corbes, en forma de cresta o aranya -com a disposició, espines més llargues sovint retorçades o corbades. Les flors són molt semblants a les de Tephrocactus weberi, que neixen prop de la part superior del segment, àmpliament campanulades, de 30 mm de llarg i 35–45 mm d'amplada, de color groc, taronja o vermell, típicament amb una àrea triangular basal de to més clar que es pot estendre com un estret radi medial fins a l'àpex del tèpal. Els tèpals externs varien des de petits, en forma de punxó fins a tèpals interns semblants. Els tèpals interns són àmpliament obovats, apiculats, sovint amb el marge apical irregularment finament serrat a lacerat. L'estil és blanc a groguenc, l'estigma és verd pàl·lid a verd groguenc; estil i estigma excedeixen la longitud de l'estam. els filaments són ataronjats a vermellosos, les anteres són de color groc rovell d'ou. El receptacle és gairebé rodó, de 10 mm de llarg, amb tubercles ròmbics, amb llana blanca, espines blanques a marronoses i truges marronoses d'11 mm de llarg al voltant de la vora. El fruit i les llavors són desconegudes.

## Distribució i hàbitat
Tephrocactus abditus es distribueix a la província Argentina de Salta, a uns 20 km a l'est de San José de Escalchi. Ocupa una àrea plana relativament petita a una cota d'uns 2.800 m.
L'hàbitat, aparentment situat a l'ombra de la pluja, sembla molt sec, amb només precipitacions esporàdiques. Potser és per això que l'espècie va desenvolupar arrels tuberoses contràctils gruixudes, que són capaços d'estirar la planta de cos petit sota terra en cas de sequeres de llarga durada. Els cossos petits solen estar completament enterrats al sòl i sovint coberts de sorra i grava. Només es poden observar diverses petites articulacions i flors (si hi ha sort) just per sobre del sòl. L'espècie creix en un terreny semidesèrtic i àrid amb pocs arbustos presents.

## Taxonomia
Tephrocactus abditus va ser descrita per David J. Ferguson i Zlatko Janeba i publicat a Cactus and Succulent Journal 91(4): 252, a l'any 2019.
Etimologia.
Tephrocactus: nom genèric que deriva de les paraules gregues: tephra, "cendra", referint-se al color de la planta) i cactus per la família.
abditus: epítet llatí que significa "ocult", "amagat", "secret", que caracteritza molt bé la vida literalment oculta d'aquesta espècie críptica de cactus. L'epítet es relaciona amb el fet que les plantes són extremadament difícils de trobar al camp tret que estiguin en flor.